# Capia Górka (Beskid Mały)
Capia Górka (567 m) – szczyt w Beskidzie Małym, pomiędzy Kaprówką i przełęczą Beskid (Przełęczą Targanicką). Należy do Pasma Bukowca w Grupie Kocierza. Porośnięty lasem stok południowo-zachodniego opada do Wielkiej Puszczy, bezleśny stok północno-wschodni do Targaniczanki.
Przez Capią Górkę biegnie granica między wsiami Kocierz Rychwałdzki w województwie śląskim (stok południowo-zachodni) i Brzezinka w województwie małopolskim (stok północno-wschodni) oraz dział wodny między zlewniami Soły i Skawy. Na Capiej Górce znajduje się dom letniskowy należący do wsi Brzezinka i z doliny Targaniczanki dochodzi do niego droga. Obok niego prowadzi szlak turystyczny.
Szlak turystyczny
 Porąbka – Stojaczyska – Bukowski Groń – Trzonka – Przełęcz Bukowska – Mała Bukowa – Przełęcz Targanicka – Capia Górka – Kaprówka – Przełęcz Cygańska – Góra Cygańska – Przełęcz Kocierska. Czas przejścia: 4:10 h, ↓ 3:40 h.